# Industrial Strength EP
Die Industrial Strength EP ist die erste EP der schweizerischen Hard-Rock-Band Krokus.

## Hintergrund
Um das zu der Zeit aktuelle Album Hardware in Großbritannien zusätzlich zu promoten, veröffentlichte Krokus neben den Singles „Rock City“ und „Smelly Nelly“ noch die Industrial Strength EP. Diese enthielt allerdings kein zum Veröffentlichungszeitpunkt neues Material, sondern mit „Celebration“ und „Easy Rocker“ zwei Songs des besagten, zuletzt erschienenen Studiowerks sowie mit Bye Bye Baby und Bedside Radio noch je einen Song aus den beiden Vorgängeralben Pay It in Metal/Pain Killer und Metal Rendez-Vous. Im Fahrwasser des Erfolgs von Hardware konnte auch die EP mit Platz 62 einen Einstieg in die britischen Charts verbuchen – die bis heute erste und einzige Chartplatzierung in den britischen Singlecharts überhaupt. Die Industrial Strength EP wurde inklusive eines Krokus-Logo-Aufnähers veröffentlicht und ist bis heute nur als 7″-EP erschienen.

## Titelliste
1. Bedside Radio (3:18) (Fernando von Arb/Chris von Rohr/Jürg Naegeli) (von Metal Rendez-Vous)
2. Easy Rocker (5:27) (von Arb/von Rohr) (von Hardware)
3. Celebration (3:24) (von Arb/von Rohr) (von Hardware)
4. Bye Bye Baby (4:16) (von Arb/von Rohr) (von Pay It in Metal/Pain Killer)

## Besetzung

### Pay It in Metal/Pain Killer
Gesang, Percussion: Chris von Rohr
Leadgitarre: Tommy Kiefer
Rhythmusgitarre, Bass: Fernando von Arb
Bass, Keyboard: Jürg Naegeli
Schlagzeug: Freddy Steady

### Metal Rendez-Vous
Gesang: Marc Storace
Leadgitarre: Tommy Kiefer
Rhythmusgitarre: Fernando von Arb
Bass: Chris von Rohr
Schlagzeug: Freddy Steady

### Hardware
Gesang: Marc Storace
Leadgitarre: Tommy Kiefer
Rhythmusgitarre: Fernando von Arb
Bass, Percussion: Chris von Rohr
Schlagzeug: Freddy Steady

## Chartplatzierungen
| ChartsChartplatzierungen     | Höchstplatzierung | Wochen |
| ---------------------------- | ----------------- | ------ |
| Vereinigtes Königreich (OCC) | 62 (2 Wo.)        | 2      |